# Samsun (prowincja)
Prowincja Samsun (tur. Samsun ili) – jednostka administracyjna w północnej Turcji, położona nad Morzem Czarnym, na terenie starożytnego Pontu. W średniowieczu obszar ten należał do Cesarstwa Trapezuntu.

## Dystrykty

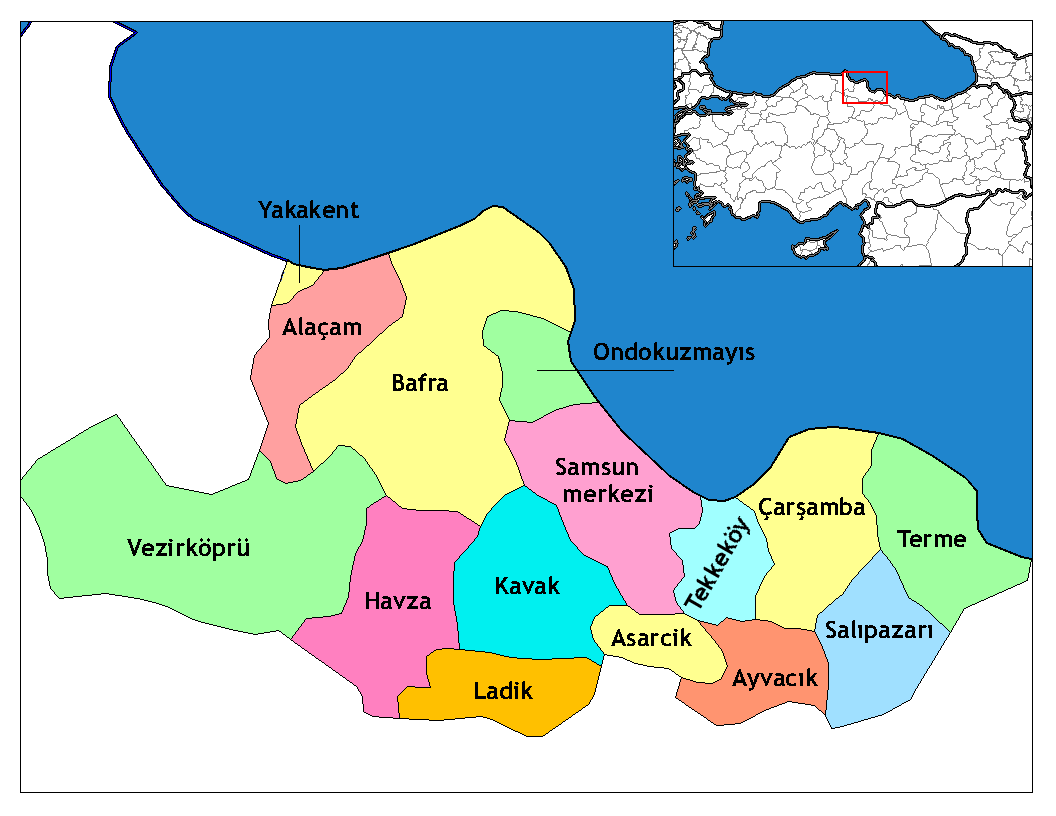
Dystrykty w prowincji Samsun

Prowincja Samsun dzieli się na siedemnaście dystryktów:
| - İlkadım (Samsun) - Canik (Samsun) - Atakum (Samsun) - Tekkeköy (Samsun) | - Alaçam - Asarcık - AyvacıkAyvacık - Bafra - Çarşamba - Havza - Kavak - Ladik - Ondokuzmayıs - Salıpazarı - Terme - Vezirköprü - Yakakent |